# Me'ir Dizengoff
Me'ir Dizengoff, hebrejsky מאיר דיזנגוף‎, rusky Меер Янкелевич Дизенгоф, Mer Jankelevič Dizengof (25. února 1861 – 23. září 1936) byl ruskožidovský sionistický aktivista, později jeden z iniciátorů založení města Tel Aviv v tehdejší turecké Palestině a nakonec v letech 1921–1925 a 1928–1936, během britského mandátu v Palestině, i prvním starostou Tel Avivu.

## Mládí a rodina
Narodil se ve vesnici Akimoviči poblíž města Orhei v dnešním Moldavsku, tehdy součásti Ruského impéria. V mládí se zapojil do revolučních organizací a v roce 1885 byl carskými úřady zatčen. Aktivní byl i v organizaci Chovevej Cijon. Studoval inženýrskou školu ve Francii se zaměřením na výrobu skla.
Jeho manželkou byla Zina Dizengoffová, po které je pojmenováno Dizengoffovo náměstí v Tel Avivu.

## Začátky v Palestině
Roku 1892 ho baron Edmond James de Rothschild vyslal do tehdejší turecké Palestiny, aby v rámci podnikatelského a osadnického komplexu, který Rotschild v Palestině budoval, pomohl se založením továrny na sklo v Tantuře. Podnik ale byl v roce 1894 zrušen, když se ukázalo, že místní písek není vhodný pro produkci skla. Dizengoff se roku 1897 vrátil do Ruska, usadil se v Oděse a zapojil se do sionistického hnutí. Účastnil se sionistických kongresů. Podporoval britský ugandský program (návrh zřídit židovský stát v Africe), ale roku 1904 založil také organizaci Ge'ula, zaměřenou na výkup pozemků v Palestině do židovského vlastnictví. V roli ředitele této společnosti se v září roku 1905 vrátil do Palestiny v rámci imigrační vlny zvané druhá alija. Usadil se v tehdy převážně arabském městě Jaffa.

## Založení Tel Avivu

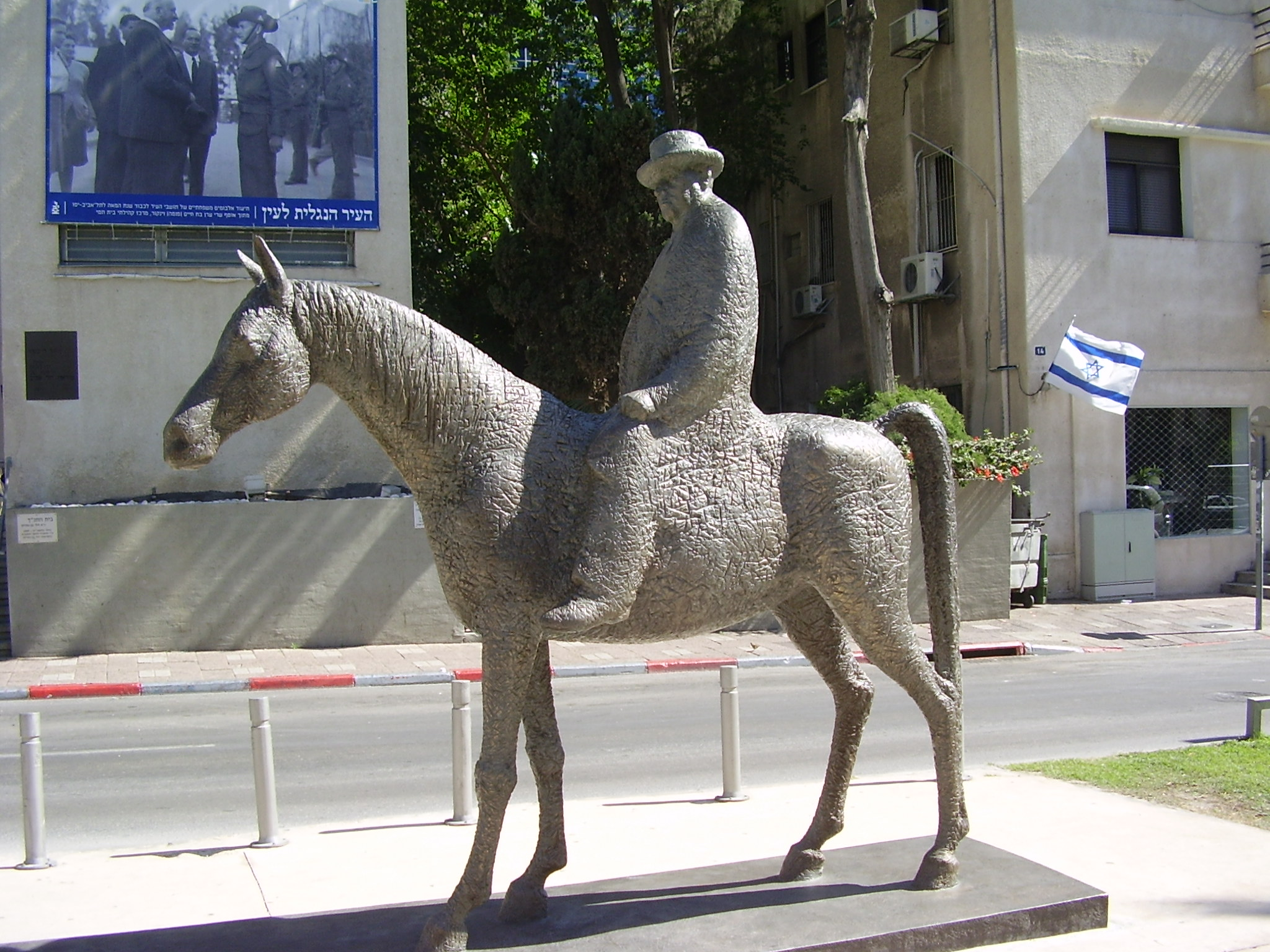
Socha Me'ira Dizengoffa v centru Tel Avivu

Roku 1909 byl Dizengoff mezi 66 rodinami, které se rozhodly založit severně od Jaffy novou židovskou čtvrť nazvanou Tel Aviv a v prosinci roku 1910 stanul v čele místní samosprávné rady. Jeho dům v Tel Avivu se stal střediskem místního společenského života. Během první světové války se zpočátku snažil deklaroval loajalitu k turecké říši (dokonce začal na veřejnosti nosit turecký fez), ale v průběhu války byl stejně nakonec osmanskými úřady deportován do Damašku, kde zůstal až do závěru války.
V letech 1917–1919 byl členem sionistické exekutivy a zodpovídal za její odbor pro obchod a průmysl. Založil také politické hnutí ha-Ezra, které mělo sdružovat středostavovské židovské vrstvy v Palestině. V té době byl Dizengoff kritizován Itamarem ben Avim spolu s několika dalšími sionistickými předáky, že si ponechal své původní jméno a nenásledoval trend jeho hebraizace. Na druhou stranu, když do Jaffy v červenci 1920 dorazil vysoký komisař britského mandátu Herbert Samuel, přivítal ho Dizengoff hebrejským proslovem, třebaže původní dohoda s arabskými hodnostáři zněla, že se bude používat angličtina.

## Starostou Tel Avivu

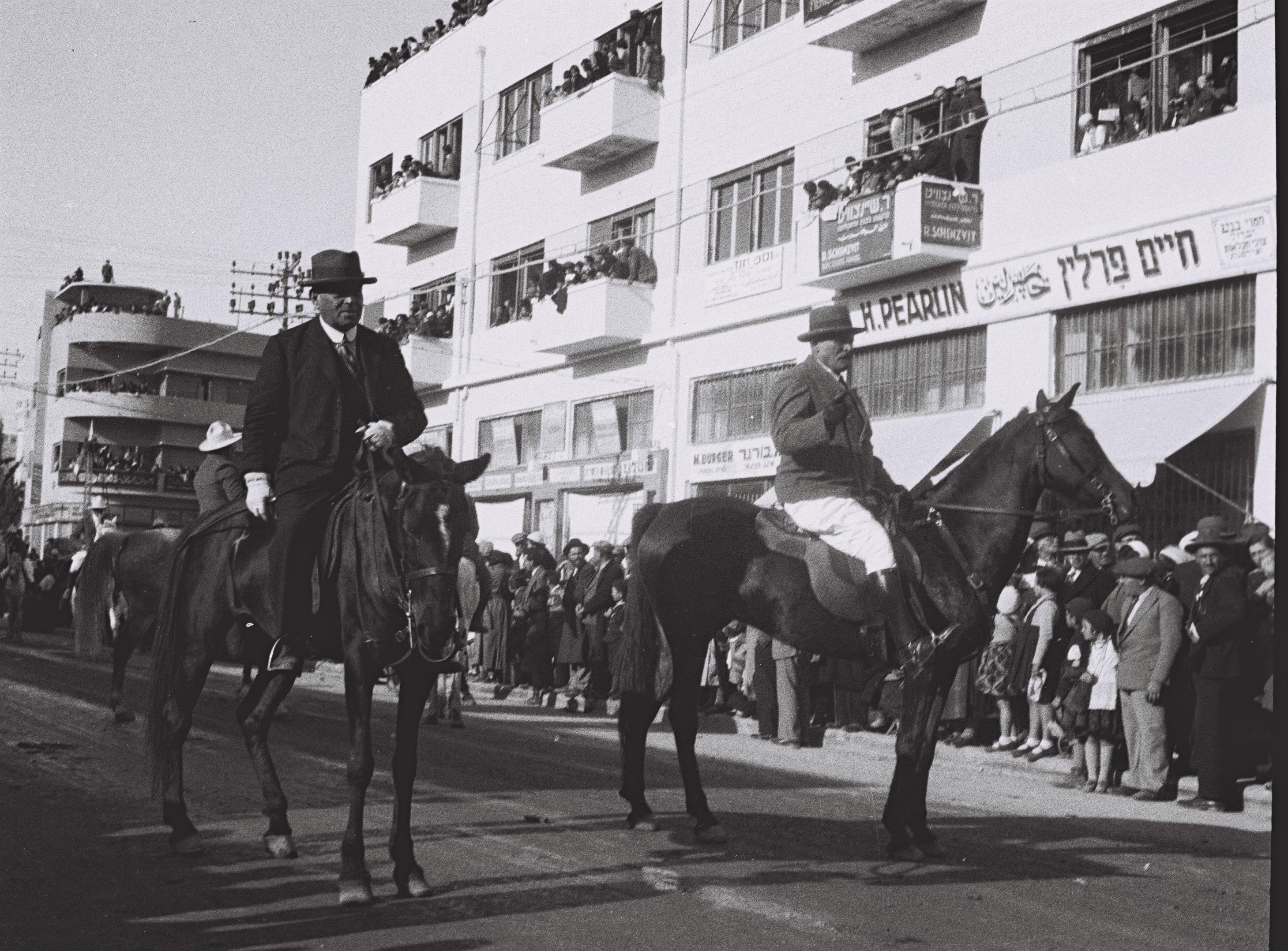
Me'ir Dizengoff během přehlídky v roce 1934

Setrvale se snažil docílit faktického i oficiálního (administrativního) osamostatnění Tel Avivu od převážně arabské Jaffy. Tento cíl se naplnil v roce 1921, kdy se Tel Aviv stal samostatným městem. V tom roce také došlo k arabským násilnostem v Jaffě, po nichž velká část Židů z Jaffy odešla do Tel Avivu, jenž tak začal prudce narůstat v skutečné město a Dizengoff byl zvolen jeho prvním starostou. Po osamostatnění Tel Avivu nechal Dizengoff ustavit městskou policii tvořenou 25 strážníky.
V roce 1921 navštívil Tel Aviv ministr kolonií Spojeného království Winston Churchill. Večer před jeho příjezdem se vedení města rozhodlo do písečných záhonů poblíž Dizengoffova domu, kde se měla konat slavnostní recepce, nasázet stromy, které byly pokáceny a přivezeny sem. Shluk lidí na ulici ale pak během Churchillovy návštěvy způsobil, že jeden ze stromů se vyvrátil a celá věc byla odhalena. Churchill prý reagoval se slovy:„Pane Dizengoffe, bez kořenů to nebude fungovat.“
Starosta si udržoval vysokou popularitu a účastnil se například pravidelných průvodů o svátcích Purim. 31. prosince 1923 ovšem do jeho kanceláře pronikl nespokojený obyvatel města Ša'ul Levi a starostu fyzicky napadl. V lednu 1924 byl útočník odsouzen k měsíčnímu vězení nebo pokutě. Dizengoff považoval rozsudek za příliš mírný a nabídl svou rezignaci, kterou se mu ale podařilo jeho kolegům rozmluvit.
V roce 1925 nabídl architektu Patrickovi Geddesovi, aby zpracoval územní plán Tel Avivu, podle kterého se pak v následujících desítkách let řídila proměna zahradního předměstí Jaffy v židovské velkoměsto.

## Dočasný odchod z úřadu

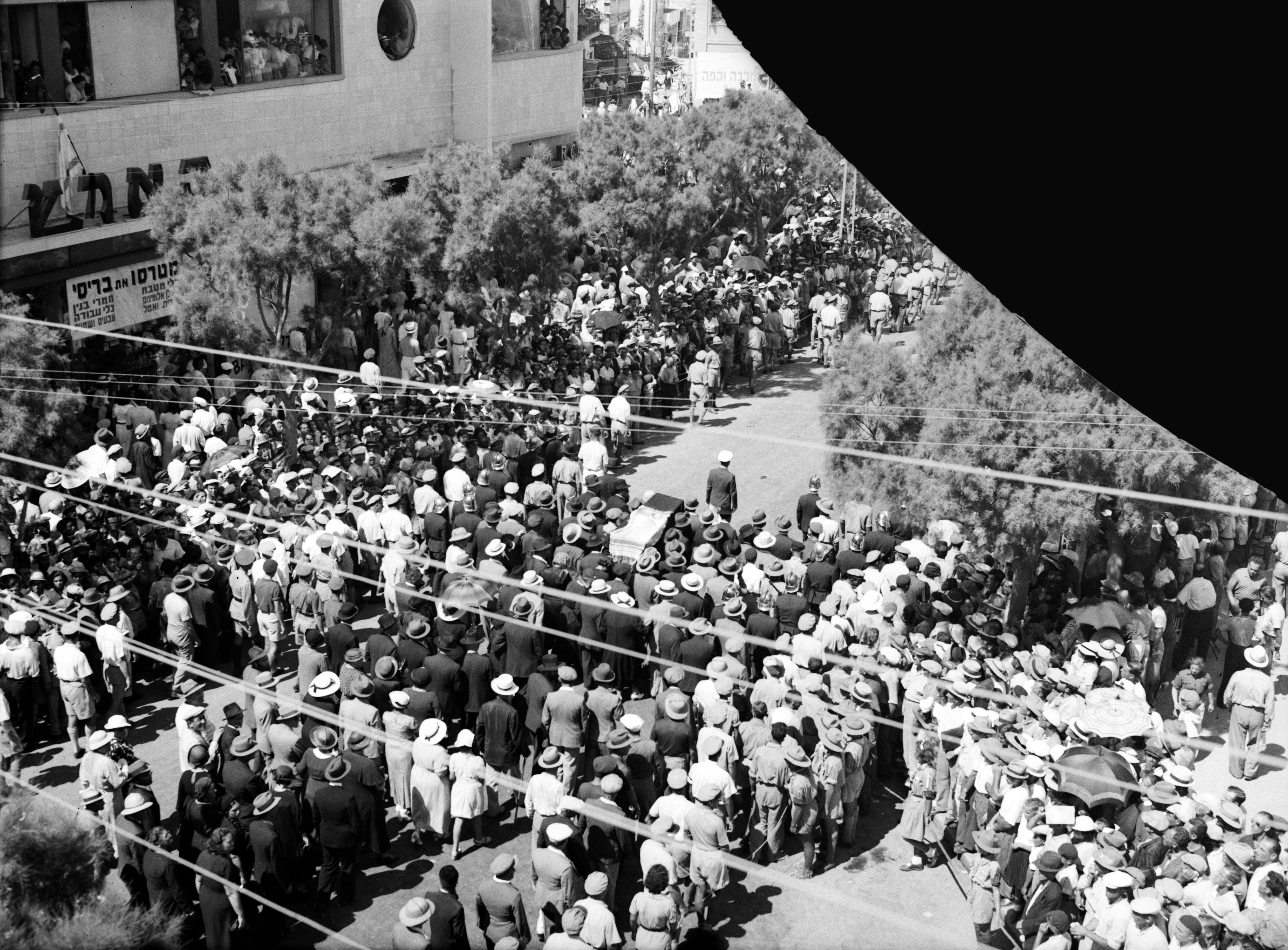
Pohřeb Me'ira Dizengoffa roku 1936

V květnu 1925 se v Tel Avivu konaly komunální volby, které vyhrála se 17 mandáty (z celkových 41) Achdut ha-Avoda a Dizengoff je po volbách potvrzen ve funkci. Už 24. prosince 1925 ale oznamuje svou rezignaci, ke které ho přiměl postoj jeho kolegů k omezení vzdělávacích aktivit města. Na jeho místo byl jmenován David Bloch Blumenfeld. 26. ledna 1927 Bloch obhájil svůj mandát v komunálních volbách, do nichž šel jako kandidát odborové centrály Histadrut. Dizengoff se mezitím od listopadu 1926 zapojil jako funkcionář do chodu sionistické exekutivy, kde opět vedl odbor pro obchod a průmysl. V květnu 1927 byl zároveň zvolen do městské rady v Jaffě, kde stále existovala silná židovská voličská skupina.

## Znovu starostou

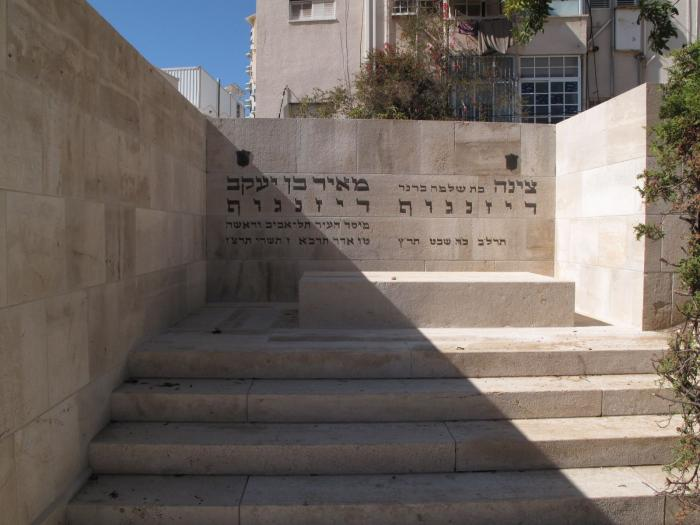
Hrob Me'ira Dizengoffa

V roce 1928 se nicméně Me'ir Dizengoff vrátil do křesla telavivského starosty. Vynesly ho tam výsledky komunálních voleb v prosinci 1928, ve kterých posílila pravice a politický střed. 6. ledna 1929 pak byl slavnostně uveden do úřadu. V něm zůstal až do své smrti roku 1936.
V polovině 30. let 20. století po vypuknutí arabského povstání v Palestině, prosazoval projekt zřízení nového přístavu v Tel Avivu, který by byl nezávislý na dosavadním přístavišti v arabské Jaffě. Po celá 30. léta 20. století také opakovaně bojoval proti předsudkům vůči Tel Avivu, který byl mnohými sionistickými politiky a publicisty považován za méně hodnotné osidlovací dílo než zemědělské kolektivní osady.
V roce 1934 byl po Dizengoffovi pojmenován jeden z hlavních severojižních bulvárů v Tel Avivu (Dizengoffova ulice). V hebrejském slangu se pak ujalo sloveso Lehizdangef, להזדנגף – korzovat). Ulice a náměstí pojmenované po prvním starostovi Tel Avivu se nacházejí v mnoha izraelských městech.
Dům, ve kterém v Tel Avivu žil, odkázal Dizengoff ještě za svého života telavivskému muzeu umění. Muzeum zde svou expozici otevřelo v dubnu 1932. 14. května 1948 byla v této budově vyhlášena nezávislost státu Izrael.
Na jeho počest je též pojmenována Dizengoffova cena, udílená každoročně od roku 1937 jako uznání umělcům na poli malířství a sochařství.